# Racek (Chlístov)
Racek je vesnice, část obce Chlístov v okrese Benešov. Nachází se asi 0,5 km na severovýchod od Chlístova. V roce 2009 zde bylo evidováno 54 adres.
Racek leží v katastrálním území Chlístov u Benešova o výměře 2,9 km². Zajíždějí sem příměstské autobusy společnosti ČSAD Benešov.

## Galerie

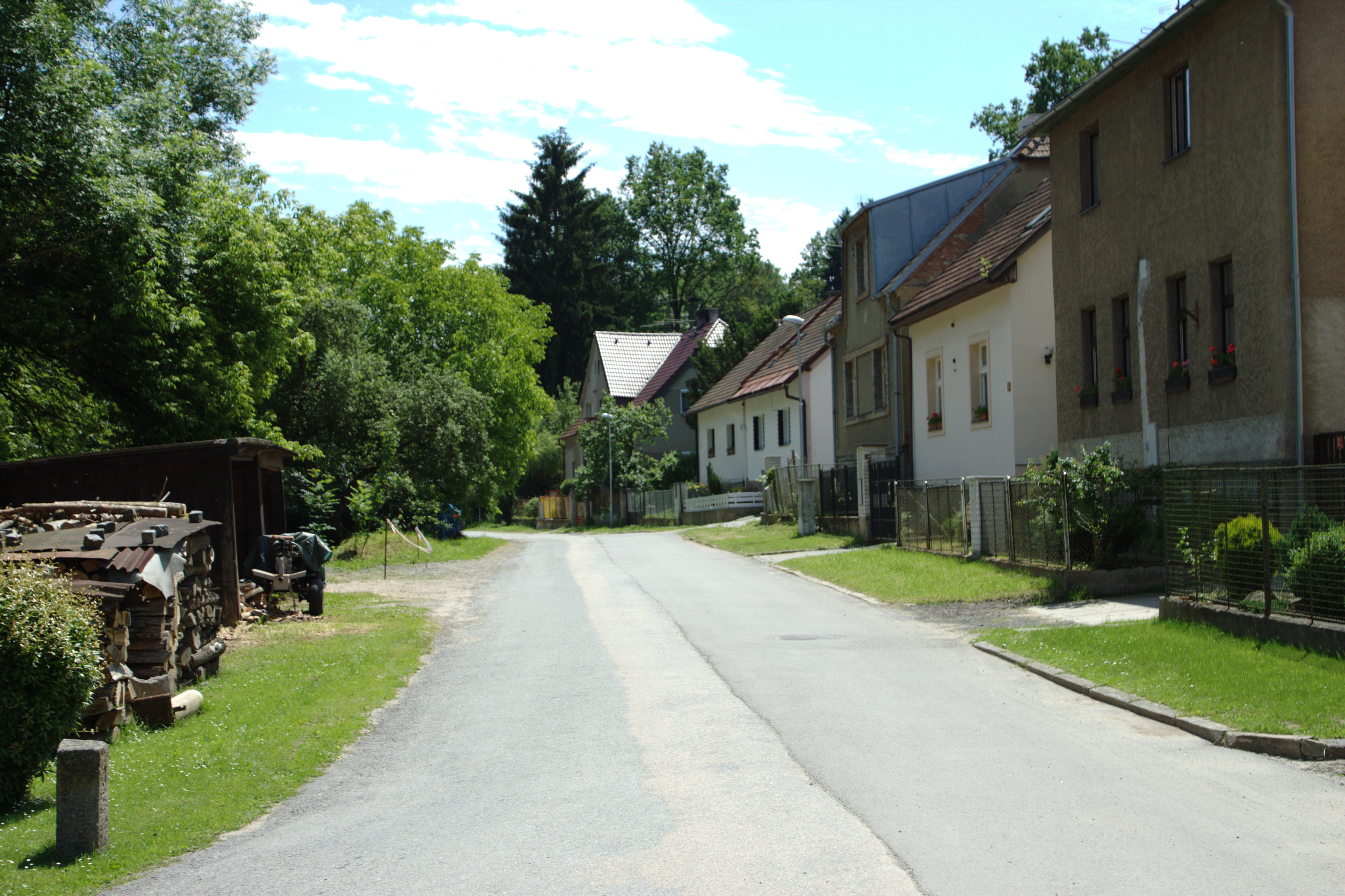
Hlavní ulice
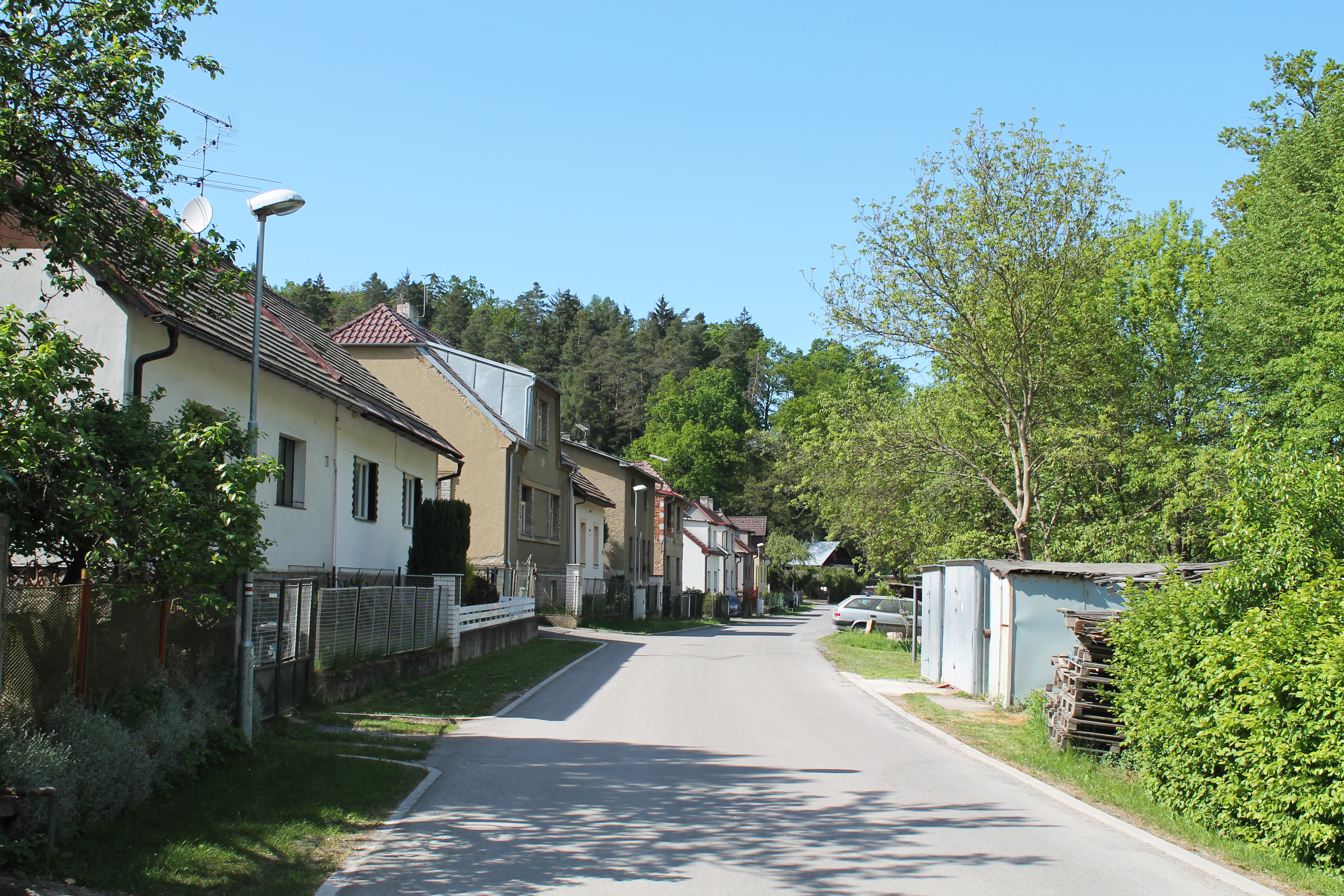
Hlavní ulice
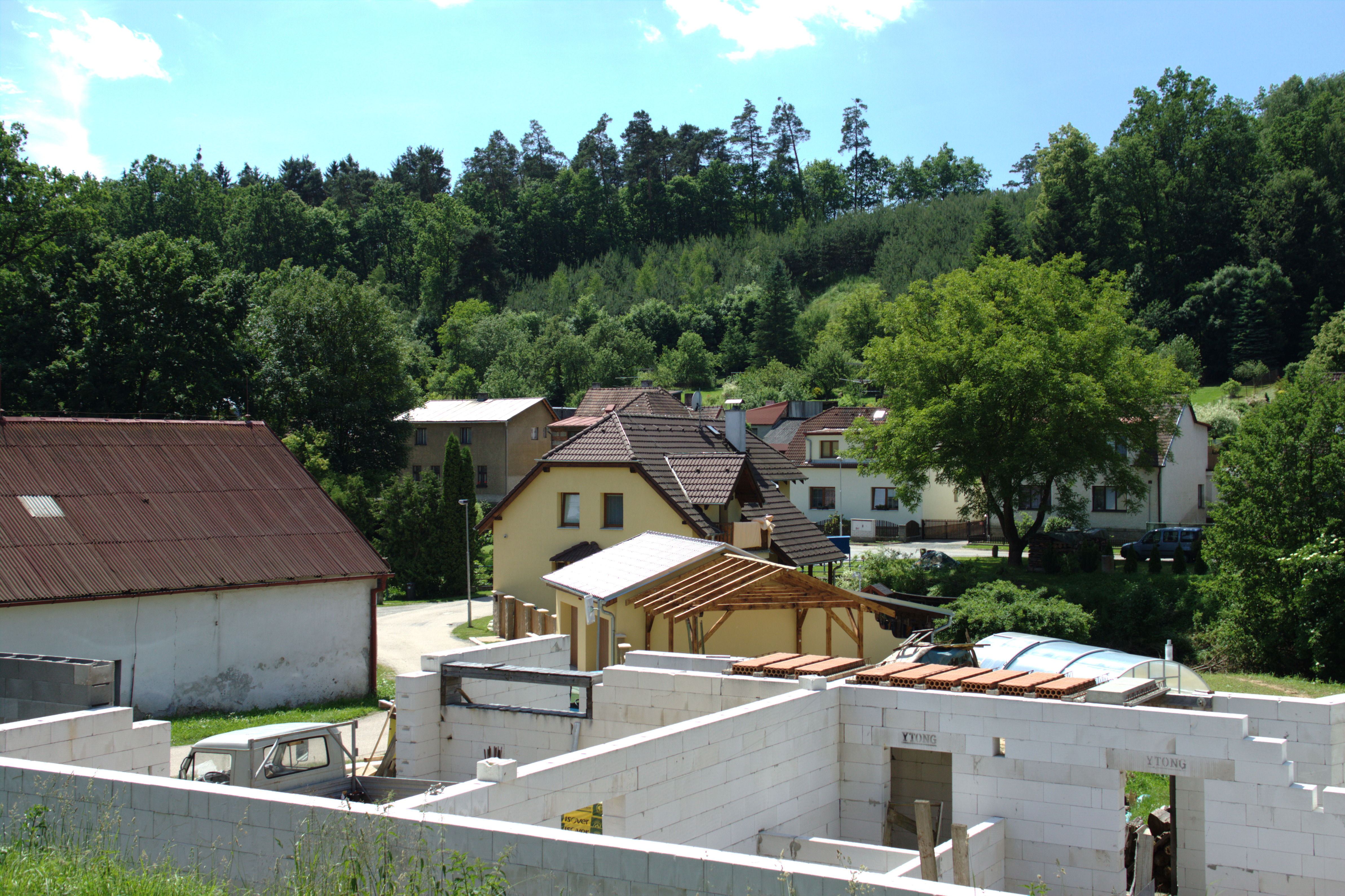
Pohled na Racek
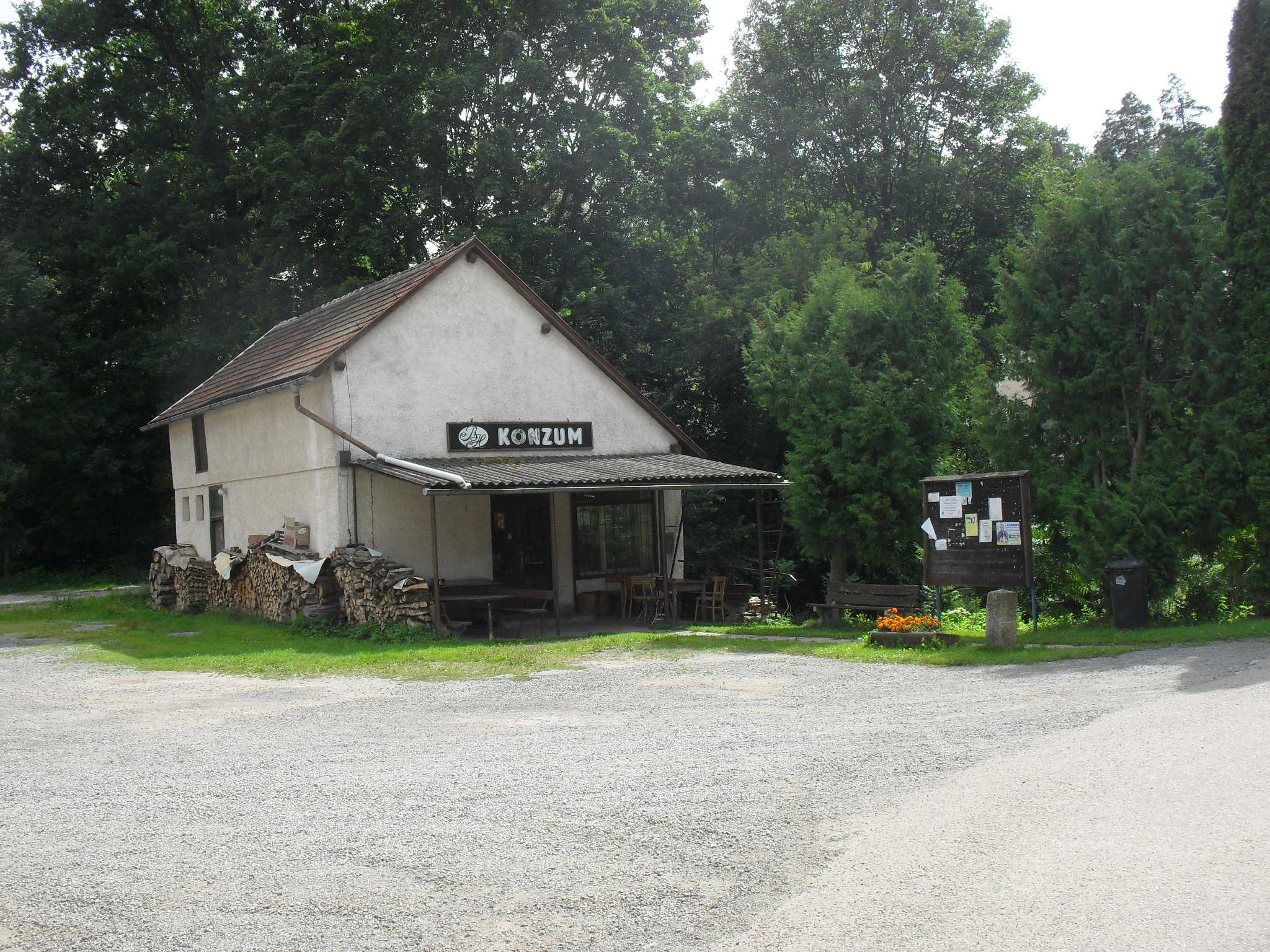
Obchod na návsi
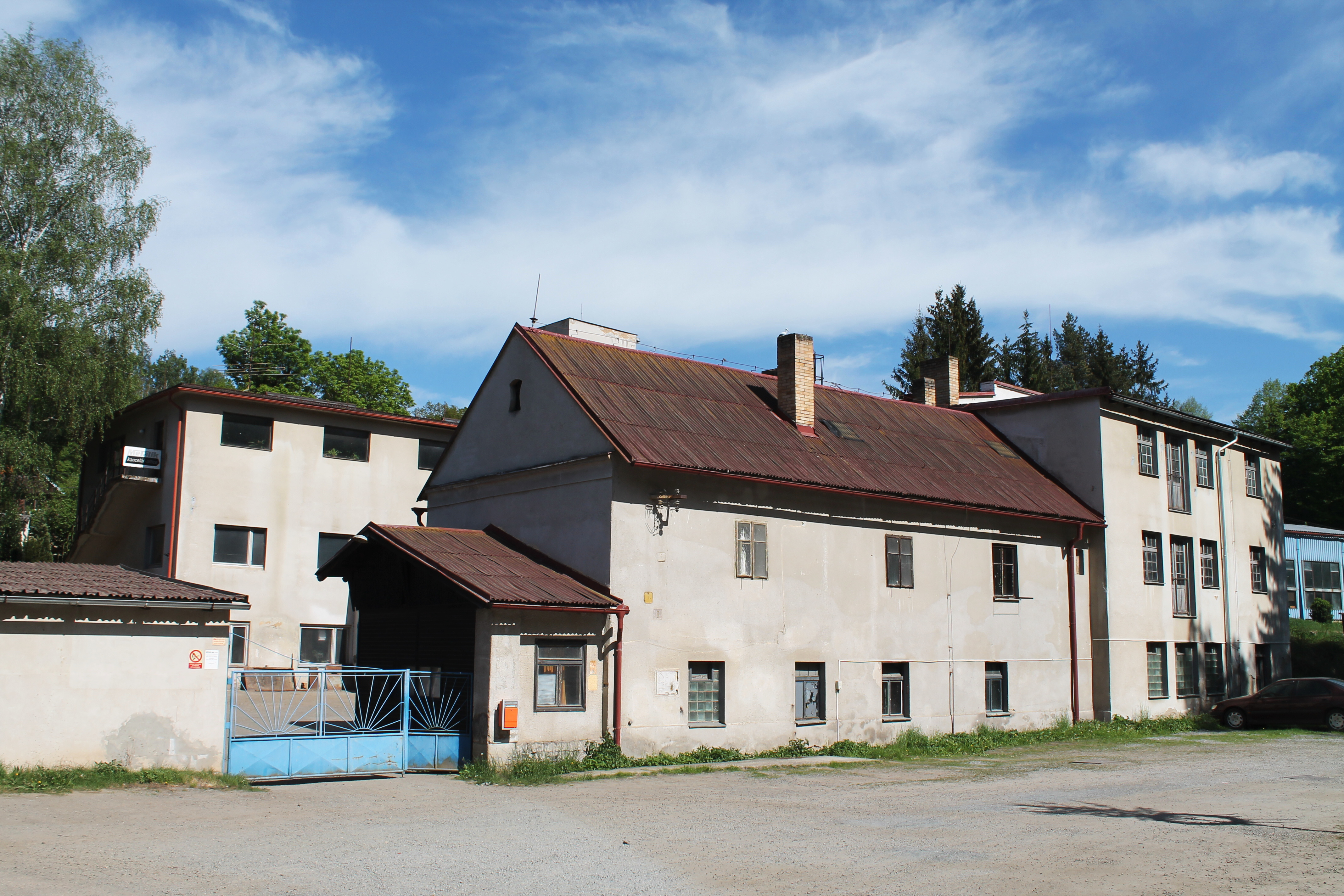
Tovární areál